# Gurmels
Gurmels (tên tiếng Pháp: Cormondes) là một đô thị trong huyện See thuộc bang Fribourg ở Thụy Sĩ.
Trong nhiều năm, Gurmels đã hợp nhất một số đô thị nhỏ hơn, gần đây là làng Cordast vào tháng 1 năm 2005.